# هرمان بيغز
هرمان بيغز (بالإنجليزية: Hermann Biggs)‏ هو طبيب أمريكي، ولد في 29 سبتمبر 1859 في ترومانسبورغ في الولايات المتحدة، وتوفي في 28 يونيو 1923.